# Alidaunia
Alidaunia Servizio Helibus es una sociedad de transporte aéreo fundada en 1976 en Foggia. Opera servicios de línea para pasajeros, ambulancia aérea, aerotaxi, vuelos chárter, offshore y suministro de aeronaves. Su principal base es el Aeropuerto de Foggia. El teléfono de contacto es el siguiente si se llama fuera de la República Italiana: +39.0881.617961. 

## Historia
Fundada en marzo de 1976 en 1984 recibe la licencia de transporte público. Con el soporte del gobierno, en 1985 inicia el servicio de Foggia a las Islas Tremiti. En 1992 y en 1993 operaban de Foggia a Milán (Malpensa) y de 1993 a 1995, de Foggia a Parma utilizando aviones Mitsubishi MU 300.
La compañía es de propiedad de Roberto Pucillo (director general) (55 %), Roberto Rocco Manzo (20 %), Paolo Giangrossi (15 %), Michele Perricone.

## Destinos
Alidaunia opera los siguientes servicios (todos con helicópteros): 
- de Foggia a las Islas Tremiti (todo  el año, dos trayectos al día);
- Helibus, con recorrido Foggia - San Giovanni Rotondo - Vieste - Peschici - Islas Tremiti y retorno (de junio a septiembre)

## Flota
La flota está constituida de las siguientes aeronaves (en septiembre de 2008):
- 5 Agusta A109
- 1 Eurocopter BK 117 C-1
- 1 Robinson R22 Beta 2
- 1 Sikorsky S-76 Al

- Pedidos: 2 AgustaWestland AW139